# Henry Royds Pownall
Sir Henry Royds Pownall, britanski general, * 1887, † 1961.